# Aichi E16A Zuiun
L'Aichi E16A Zuiun est un hydravion à flotteurs biplace de reconnaissance lointaine japonais de la Seconde Guerre mondiale, baptisé Paul  par les Alliés.

## Origine
Le développement du successeur du E13A fut lancé par Aichi avant même que l'E13A Jake n'arrive en escadrilles. C'était un classique monoplan métallique à aile basse cantilever et revêtement travaillant, mais les saumons de voilure et le stabilisateur étaient réalisés en bois et les surfaces mobiles étaient entoilées. Biplace reposant sur deux long flotteurs, cet appareil avait la particularité pour un hydravion d’être équipé de freins de piqué pour pouvoir être utilisé comme bombardier en piqué. Ces aérofreins étaient incorporés aux jambes avant supportant les flotteurs. Le premier des trois prototypes prit l’air en mai 1942, équipé d’un moteur 14 cylindres en étoile Mitsubishi Kinsei 51 de 1 300 ch au décollage (1 200 ch à 3 000 m) entraînant une tripale métallique à vitesse constante. Il était armé de 2 mitrailleuses fixes de voilure Type 97 de 7,7 mm et d'une Type 92 de même calibre à la disposition de l’observateur. 180 kg de bombes pouvaient également être emportées en charge externe.

## Les versions
- E16A1 : Version de série, les mitrailleuses d’aile étant remplacées par 2 canons Type 99 de 20 mm et la charge de bombes portée à 250 kg. En cours de production le Kinsei 51 fut remplacé par un Kinsei 54 de même puissance. 193 exemplaires sortirent de l’usine Aichi d’Eitoku entre janvier 1944 et mai 1945, tandis que Nippon Hikoki KK devaient produire 59 appareils supplémentaires entre août 1944 et août 1945 à Tomioka.

- E16A2 : 1 prototype à moteur Kinsei 62 de 1 560 ch au décollage (1 340 ch à 2 100 m) construit en 1944. La fin des hostilités ne permettra pas de lancer la production de ce modèle.

## En service
Malgré des dimensions comparables à celles du E13A, le Zuiun affichait des performances supérieures avec un armement fixe plus lourd et une charge de bombes identique. Il entra en service en août 1944, mais ne remplaça jamais le E13A, dont la production fut maintenue jusqu’à la fin de la guerre. Nettement moins populaire que son prédécesseur auprès des équipages de la Marine Impériale, le E16A fut construit à 256 exemplaires seulement et utilisés par les 301e, 634e et Yokosuka Kokutai.